# Blasphemous Rumours/Somebody
 «Blasphemous Rumours»/«Somebody»  - третій і останній сингл британської групи  Depeche Mode  з їх четвертого студійного альбому  Some Great Reward і дванадцятий у дискографії групи. Перший подвійний сингл групи. Перший реліз групи, одним з варіантів видання якого став формат міні-альбому (EP). Записаний на студіях Music Works (Хайбері) та Hansa Mischraum (Берлін), вийшов 29 жовтня 1984 року. У США оригінального комерційного релізу не було.

## Подробиці
«Somebody» - перша пісня гурту з основним вокалом  Мартіна Гора . Під час запису цієї пісні на студії Гор знаходився в оголеному вигляді.
Відеокліпи на обидві пісні зняв режисер Клайв Річардсон.